# Furmanka (Ukraina)
Furmanka (ukr. Фурманка) – wieś na Ukrainie, w obwodzie czerkaskim, w rejonie humańskim, w hromadzie Ładyżyn. W 2001 liczyła 554 mieszkańców, spośród których 546 wskazało jako ojczysty język ukraiński, 7 rosyjski, a 1 mołdawski.